# Walter Brown (kajakozó)
Walter Brown (1925. május 31. – Botany, Új-Dél-Wales, 2011. április 15.) olimpiai bronzérmes ausztrál kajakozó.

## Pályafutása
Az 1956-os melbourne-i olimpián kajak kettes 10000 méteren Dennis Greennel bronzérmet szerzett Urányi János és Fábián László illetve a német Fritz Briel és Theodor Kleine páros mögött.

## Sikerei, díjai
- Olimpiai játékok – K-2 10000 m
  - bronzérmes: 1956, Melbourne